# Rallye de l'Acropole
Navigation
Édition 2024 Édition 2025
Le rallye de l'Acropole est une compétition automobile sur routes et pistes, se déroulant en Grèce. Créée en 1951 sous le nom de ELPA Rally, puis renommée Rallye de L'Acropole en 1953, elle fut organisée par l'Automobile and Touring Club of Greece (ELPA) jusqu'en 2002. 

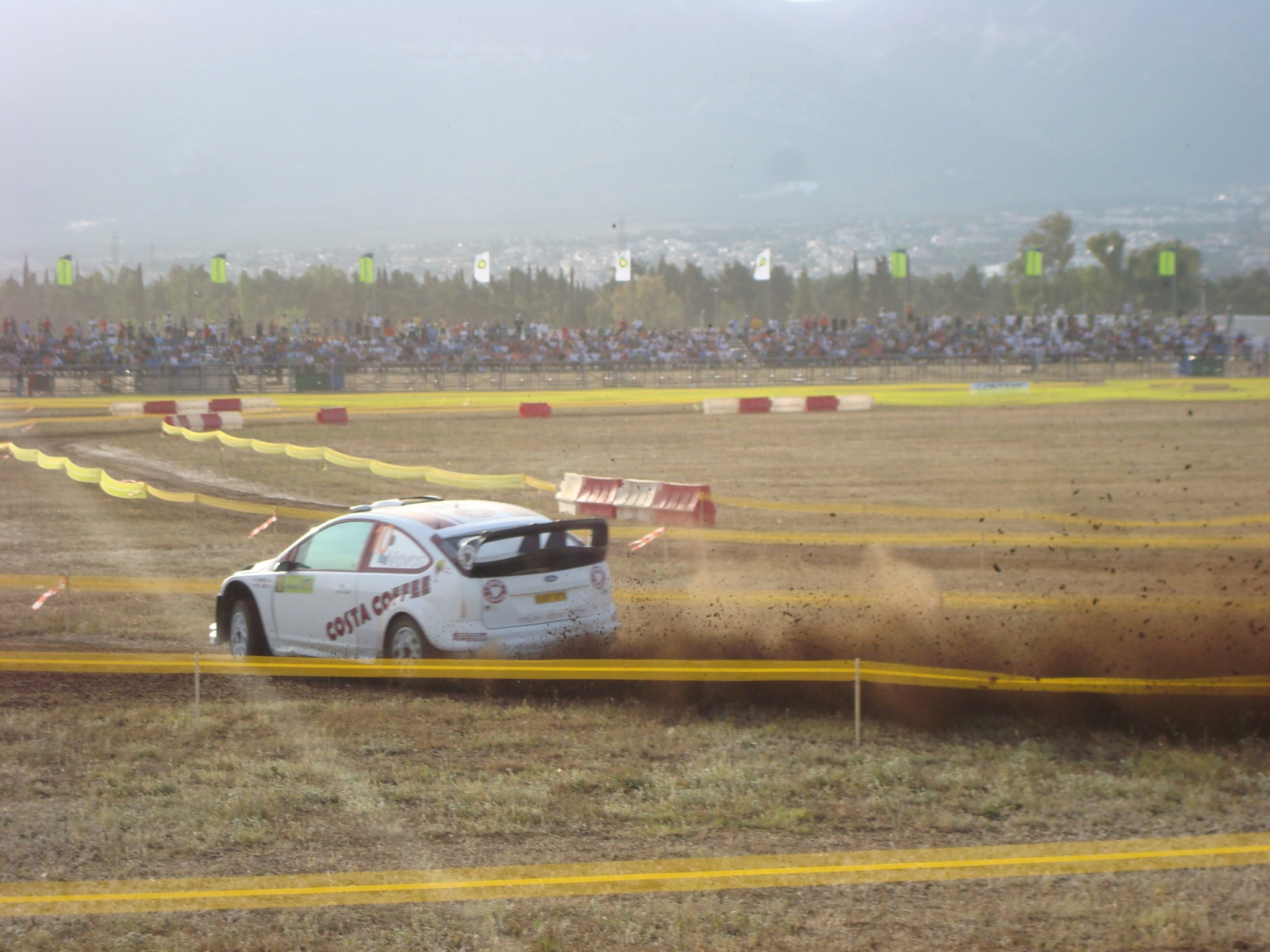
Áris Vovós,Acropole 2008.

## Histoire
À ses débuts, l'épreuve démarre au pied même de la colline de l'Acropole d'Athènes, mais le long trajet de liaison vers le centre du pays, cœur véritable de la course, a rapidement raison de ce concept. Ultérieurement, départs et arrivées sont cependant longtemps liés à la capitale hellène, mais à partir des années 2000 les lieux d'arrivée se diversifient (Agioi Theodoroi (1999), Itea, Delphes, Lamía, Tatoï...)
L'épreuve se court en été sous une chaleur le plus souvent étouffante (cockpits atteignant parfois même les 50° de température), sur des chemins caillouteux, très poussiéreux, sinuant à travers des montagnes. L'introduction de pneus anti-crevaisons à la fin des années 1980 permet de réduire notoirement les aléas face à un tel terrain.
En 2005 et 2006, des étapes dites « superspéciales » (avec des rassemblements de spectateurs plus importants) ont lieu dans le stade olympique d'Athènes. En 2007, la superspéciale se déroule dans le centre équestre olympique de Markopoulo, et en 2008, elle est accueillie par deux fois sur l'aéroport militaire de Tatoi, lieu même où Níkos Papamichaïl remporte une épreuve spéciale en 1958.
Depuis 2009 les arrivées ont lieu à Loutráki, comme en 1999.
En 2014, le rallye quitte le championnat mondial dont il était partie prenante sans interruption (hormis 1995) depuis 1973, pour intégrer le Championnat d'Europe des rallyes nouvelle formule (ERC), se tenant durant le dernier week-end du mois de mars. Il se déroule désormais tantôt sur des pistes en terre tantôt sur de l'asphalte. 
Colin McRae, pilote a priori peu enclin à multiplier les exploits sur ce type de revêtement, l'a remporté à 5 reprises, en 1996, 1998, 2000, 2001 et 2002. 
Le rallye n'a qu'épisodiquement porté le nom de son pays, seulement depuis 1994.
En 2021, le rallye fait son retour au calendrier WRC, après 8 années d'absence, malgré le contexte particulier en raison de la pandémie de Covid-19. Il est ainsi programmé du 9 au 12 septembre et bénéficie, entre autres, de l'appui du Premier ministre grec Kyriákos Mitsotákis.

## Palmarès

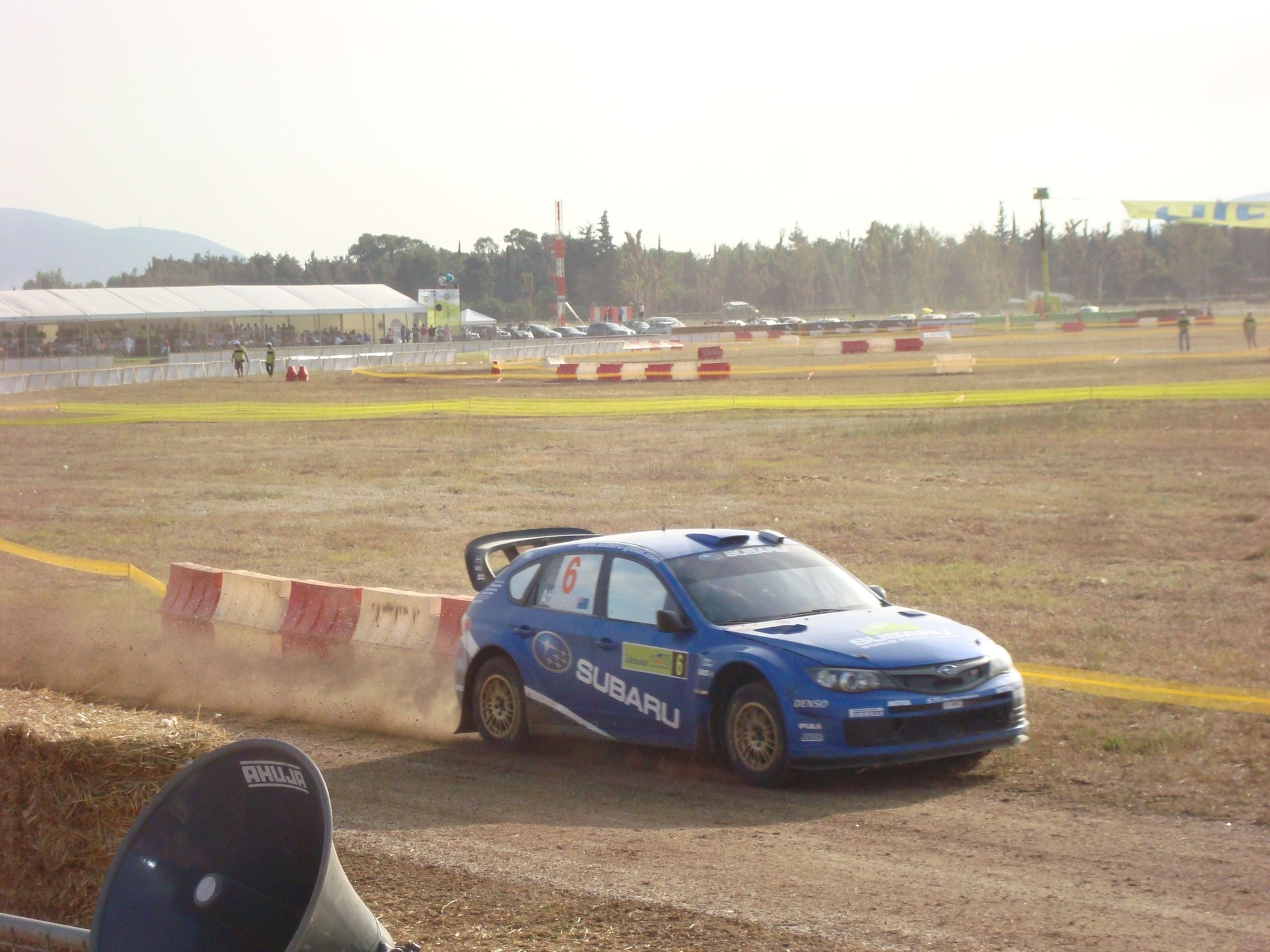
Chris Atkinson en 2008.

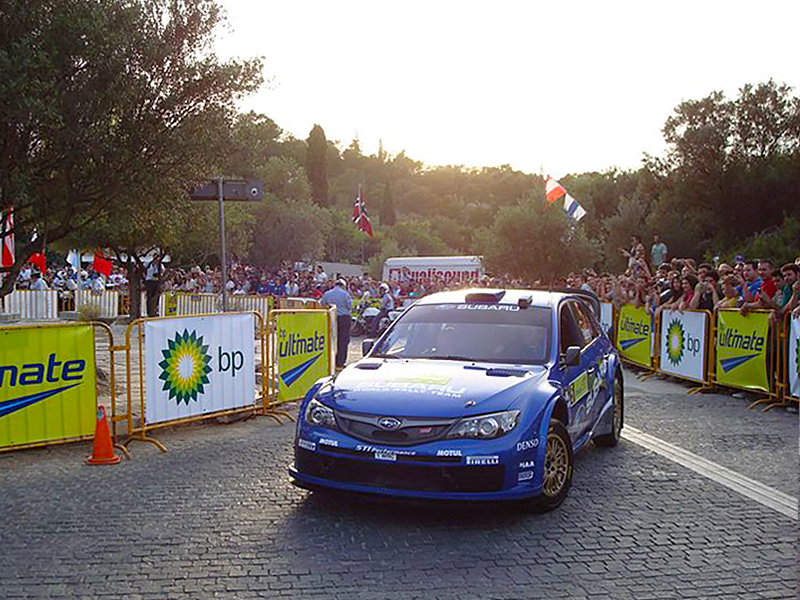
Peter Solberg, toujours en 2008.

| 1951 (Rallye de l'ELPA) | Petros Peratikos                               | ?                                              | Fiat 1400                                      |
| 1952 (Rallye de l'ELPA) | Johnny Pesmazóglou                             | Níkos Papamichaïl                              | Chevrolet                                      |
| 1953 | Níkos Papamichaïl                              | Spyros Dimitrakos                              | Jaguar XK120                                   |
| 1954 | Pétros Papadópoulos                            | Spyros Dimitrakos                              | Opel Rekord                                    |
| 1955 | Johnny Pesmazóglou                             | M. Papandreou                                  | Opel Kapitan                                   |
| 1956 | Walter Schock                                  | Rolf Moll                                      | Mercedes 300 SL                                |
| 1957 | Jean Estager                                   | Simone Estager                                 | Ferrari 250 GT Berlinetta Pininfarina          |
| 1958 | Luigi Villoresi                                | Ciro Basadonna                                 | Lancia Aurelia GT                              |
| 1959 | Wolfgang Levy                                  | Hans Wenscher                                  | Auto Union 1000                                |
| 1960 | Walter Schock                                  | Rolf Moll                                      | Mercedes-Benz 220SE                            |
| 1961 | Erik Carlsson                                  | Walter Karlsson                                | Saab 96                                        |
| 1962 | Eugen Böhringer                                | Peter Lang                                     | Mercedes-Benz 220SE                            |
| 1963 | Eugen Böhringer                                | Rolf Knoll                                     | Mercedes-Benz 220SE                            |
| 1964 | Tom Trana                                      | Gunnar Thermaenius                             | Volvo PV 544                                   |
| 1965 | Carl-Magnus Skogh                              | Lennart Berggren                               | Volvo 122 S                                    |
| 1966 | Bengt Söderström                               | Gunnar Palm                                    | Ford Lotus Cortina                             |
| 1967 | Paddy Hopkirk                                  | Ron Crellin                                    | Mini Cooper                                    |
| 1968 | Roger Clark                                    | Jim Porter                                     | Ford Escort TC                                 |
| 1969 | Pauli Toivonen                                 | Martti Colari                                  | Porsche 911 S                                  |
| 1970 | Jean-Luc Thérier                               | Marcel Callewaert                              | Alpine-Renault A110 1600                       |
| 1971 | Ove Andersson                                  | Arne Hertz                                     | Alpine-Renault A110 1600                       |
| 1972 | Håkan Lindberg                                 | Helmut Eisendle                                | Fiat 124 Sport Spider                          |
| 1973 | Jean-Luc Thérier                               | Christian Delferrier                           | Alpine-Renault A110 1800                       |
| 1975 | Walter Röhrl                                   | Jochen Berger                                  | Opel Ascona                                    |
| 1976 | Harry Källström                                | Claes-Göran Andersson                          | Datsun 160J                                    |
| 1977 | Björn Waldegård                                | Hans Thorszelius                               | Ford Escort RS1800                             |
| 1978 | Walter Röhrl                                   | Christian Geistdörfer                          | Fiat 131 Abarth                                |
| 1979 | Björn Waldegård                                | Hans Thorszelius                               | Ford Escort RS1800                             |
| 1980 | Ari Vatanen                                    | David Richards                                 | Ford Escort RS1800                             |
| 1981 | Ari Vatanen                                    | David Richards                                 | Ford Escort RS1800                             |
| 1982 | Michèle Mouton                                 | Fabrizia Pons                                  | Audi Quattro                                   |
| 1983 | Walter Röhrl                                   | Christian Geistdörfer                          | Lancia Rally 037                               |
| 1984 | Stig Blomqvist                                 | Björn Cederberg                                | Audi Quattro A2                                |
| 1985 | Timo Salonen                                   | Seppo Harjanne                                 | Peugeot 205 Turbo 16 E2                        |
| 1986 | Juha Kankkunen                                 | Juha Piironen                                  | Peugeot 205 Turbo 16 E2                        |
| 1987 | Markku Alén                                    | Ilkka Kivimäki                                 | Lancia Delta HF 4WD                            |
| 1988 | Miki Biasion                                   | Tiziano Siviero                                | Lancia Delta Integrale                         |
| 1989 | Miki Biasion                                   | Tiziano Siviero                                | Lancia Delta Integrale                         |
| 1990 | Carlos Sainz                                   | Luís Moya                                      | Toyota Celica GT-Four                          |
| 1991 | Juha Kankkunen                                 | Juha Piironen                                  | Lancia Delta Integrale 16V                     |
| 1992 | Didier Auriol                                  | Bernard Occelli                                | Lancia Delta HF Integrale                      |
| 1993 | Miki Biasion                                   | Tiziano Siviero                                | Ford Escort RS Cosworth                        |
| 1994 | Carlos Sainz                                   | Luís Moya                                      | Subaru Impreza 555                             |
| 1995 (Coupe FIA 2L) | Áris Vovós                                     | Kóstas Stefanis                                | Lancia Delta HF Integrale                      |
| 1996 | Colin McRae                                    | Derek Ringer                                   | Subaru Impreza 555                             |
| 1997 | Carlos Sainz                                   | Luís Moya                                      | Ford Escort WRC                                |
| 1998 | Colin McRae                                    | Nicky Grist                                    | Subaru Impreza WRC                             |
| 1999 | Richard Burns                                  | Robert Reid                                    | Subaru Impreza WRC                             |
| 2000 | Colin McRae                                    | Nicky Grist                                    | Ford Focus WRC 00                              |
| 2001 | Colin McRae                                    | Nicky Grist                                    | Ford Focus RS WRC 01                           |
| 2002 | Colin McRae                                    | Nicky Grist                                    | Ford Focus RS WRC 02                           |
| 2003 | Markko Märtin                                  | Michael Park                                   | Ford Focus RS WRC 03                           |
| 2004 | Petter Solberg                                 | Phil Mills                                     | Subaru Impreza WRC 2004                        |
| 2005 | Sébastien Loeb                                 | Daniel Elena                                   | Citroën Xsara WRC                              |
| 2006 | Marcus Grönholm                                | Timo Rautiainen                                | Ford Focus RS WRC 06                           |
| 2007 | Marcus Grönholm                                | Timo Rautiainen                                | Ford Focus RS WRC 06                           |
| 2008 | Sébastien Loeb                                 | Daniel Elena                                   | Citroën C4 WRC                                 |
| 2009 | Mikko Hirvonen                                 | Jarmo Lehtinen                                 | Ford Focus RS WRC 09                           |
| 2010 | Épreuve annulée (pour des raisons économiques) | Épreuve annulée (pour des raisons économiques) | Épreuve annulée (pour des raisons économiques) |
| 2011 | Sébastien Ogier                                | Julien Ingrassia                               | Citroën DS3 WRC                                |
| 2012 | Sébastien Loeb                                 | Daniel Elena                                   | Citroën DS3 WRC                                |
| 2013 | Jari-Matti Latvala                             | Miikka Anttila                                 | Volkswagen Polo R WRC                          |
| 2014 (ERC) | Craig Breen                                    | Scott Martin                                   | Peugeot 208 T16                                |
| 2015 (ERC) | Kajetan Kajetanowicz                           | Jaroslaw Baran                                 | Ford Fiesta R5                                 |
| 2016 (ERC) | Ralfs Sirmacis                                 | Arturs Šimins                                  | Škoda Fabia R5                                 |
| 2017 (ERC) | Kajetan Kajetanowicz                           | Jaroslaw Baran                                 | Ford Fiesta R5                                 |
| 2018 (ERC) | Bruno Magalhães                                | Hugo Magalhães                                 | Škoda Fabia R5                                 |
| 2019 | Non disputé                                    | Non disputé                                    | Non disputé                                    |
| 2020 | Non disputé                                    | Non disputé                                    | Non disputé                                    |
| 2021 | Kalle Rovanperä                                | Jonne Halttunen                                | Toyota Yaris WRC (en)                          |
| 2022 | Thierry Neuville                               | Martijn Wydaeghe                               | Hyundai i20 N Rally1                           |
| 2023 | Kalle Rovanperä                                | Jonne Halttunen                                | Toyota GR Yaris Rally1                         |
| 2024 | Thierry Neuville                               | Martijn Wydaeghe                               | Hyundai i20 N Rally1                           |
| 2025 | Ott Tänak                                      | Martin Järveoja                                | Hyundai i20 N Rally1                           |
| 1. : en 1995, le rallye de l'Acropole ne compte que pour le championnat du monde des rallyes des constructeurs 2 litres. Il est alors remporté par le pilote local Áris Vovós, sur Lancia Delta HF Integrale, avec pour copilote Kóstas Stefanis (ils terminent 8e de la version WRC de l'épreuve en 1994). |                                                |                                                |                                                |

## Nombre de victoires par pilotes

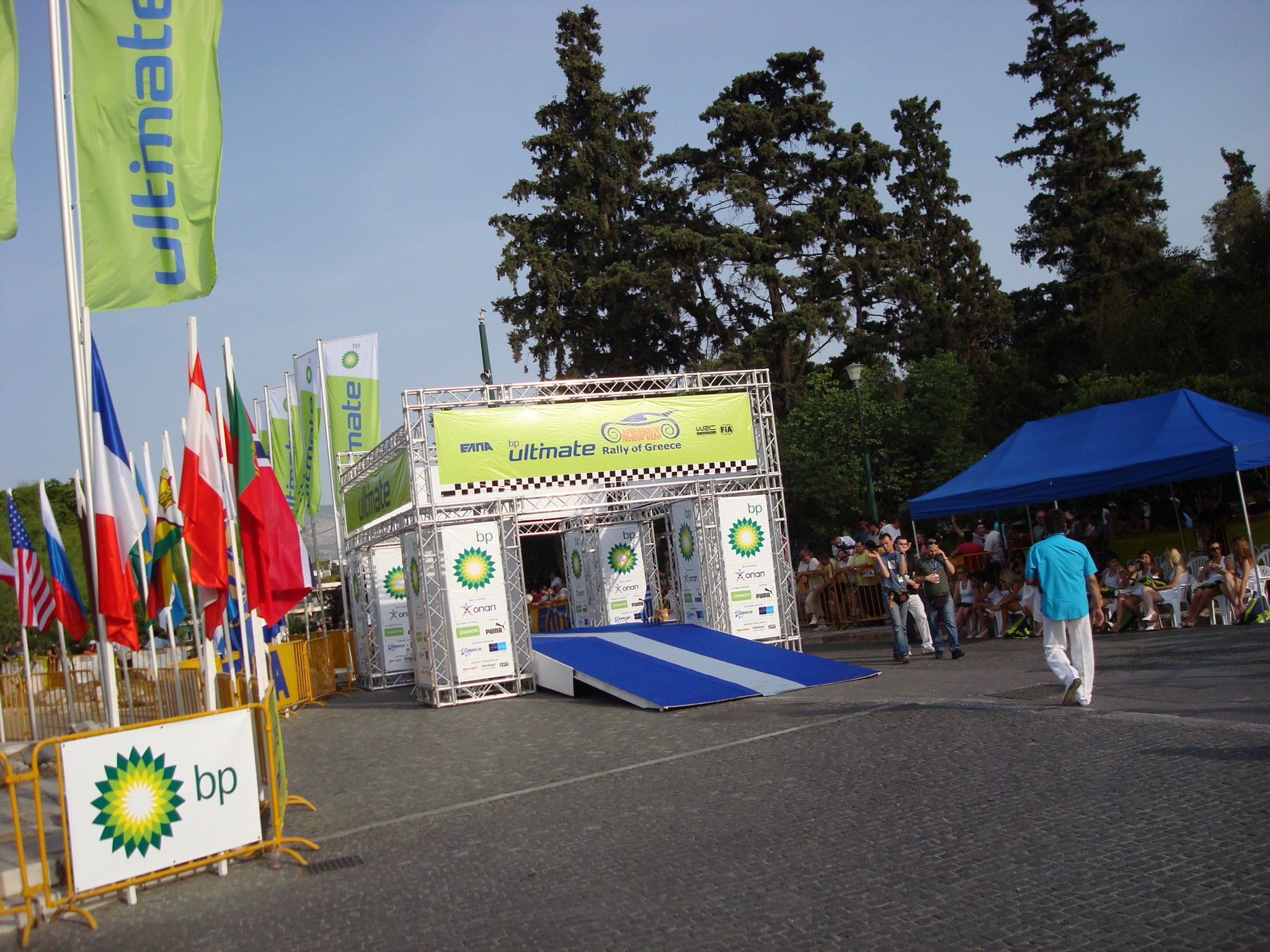
Rampe de départ du de l'acropole, en 2008 à Athènes.

| 5 victoires | 3 victoires    | 2 victoires               | 1 victoire         |
| ----------- | -------------- | ------------------------- | ------------------ |
| Colin McRae | Walter Röhrl   | Johnny Pesmazóglou        | Harry Källström    |
|             | Miki Biasion   | Eugen Böhringer           | Michèle Mouton     |
|             | Carlos Sainz   | Jean-Luc Thérier          | Stig Blomqvist     |
|             | Sébastien Loeb | Björn Waldegård           | Timo Salonen       |
|             |                | Juha Kankkunen            | Markku Alén        |
|             |                | Ari Vatanen               | Didier Auriol      |
|             |                | Marcus Grönholm           | Richard Burns      |
|             |                | Níkos Papamichaïl (+cop.) | Markko Märtin      |
|             |                | Thierry Neuville          | Petter Solberg     |
|             |                |                           | Mikko Hirvonen     |
|             |                |                           | Jari-Matti Latvala |
|             |                |                           | Sébastien Ogier    |
|             |                |                           | Craig Breen        |
|             |                |                           | Kalle Rovanperä    |